# Edoardo Bennato
Edoardo Bennato (Napoli, 23 luglio 1946) è un cantautore e polistrumentista italiano.
È ritenuto uno dei maggiori esponenti del rock italiano, genere che ha spesso unito o alternato al blues, al folk, al punk e allo ska.
Nel 1974 è stato il primo italiano a ricevere l'etichetta di punk.
Nel 1976, è stato il primo cantante solista italiano a esibirsi al Montreux Jazz Festival.
Nel marzo del 1980 è stato il primo artista ad aver pubblicato due album a distanza di soli 15 giorni, Uffà! Uffà! e Sono solo canzonette.
Il 19 luglio 1980 è stato il primo artista italiano a registrare un'affluenza di più di 70000 spettatori allo stadio Giuseppe Meazza, nel quartiere milanese di San Siro.
Bennato ha avuto un'esperienza musicale significativa a Londra, che ha influenzato profondamente la sua carriera. Durante il suo soggiorno ha iniziato a esibirsi come one-man-band, suonando contemporaneamente la chitarra, la batteria a pedale e il kazoo alternato all'armonica a bocca. Questa esperienza gli ha permesso di sviluppare uno stile musicale unico, influenzato dai grandi del blues e del rock, ma contaminato da accenti della musica mediterranea.
Bennato ha spesso espresso il suo interesse per la musica di Gioachino Rossini. In un'intervista, ha dichiarato che se Rossini fosse nato ai nostri tempi, sarebbe diventato uno dei Rolling Stones. Questo commento riflette la sua visione di Rossini come un compositore che avrebbe potuto adattarsi facilmente al mondo del rock moderno. Inoltre, Bennato ha integrato elementi della musica classica, inclusa quella di Rossini, nelle sue canzoni. Ad esempio, ha utilizzato orchestre d'archi e riferimenti alla musica settecentesca in brani come Dotti medici e sapienti e Un giorno credi. Questo connubio tra musica classica e popolare è una caratteristica distintiva del suo stile musicale.
I suoi testi sono spesso ironici e dissacranti, rivolti in modo graffiante contro il potere, a qualsiasi livello e in qualsiasi forma si manifesti, senza schieramenti politici o appartenenze a partiti.

## Biografia e carriera

### Gli esordi
Nato a Bagnoli il 23 luglio 1946 (anche se a lungo molte fonti citarono il 1949 come anno di nascita) da Carlo, impiegato all'Italsider, e Adele Zito, è il fratello maggiore di Eugenio e di Giorgio. La madre avviò tutti e tre i figli alla fisarmonica, anche se la passione di Edoardo era il rock'n'roll, assorbito dai militari statunitensi di stanza a Napoli. In particolare il giovane Edoardo è colpito da Paul Anka, Chuck Berry, Elvis Presley e Neil Sedaka; altri influssi provengono da cantanti napoletani, come Renato Carosone, Aurelio Fierro e, soprattutto per il modo di cantare, Peppino di Capri).

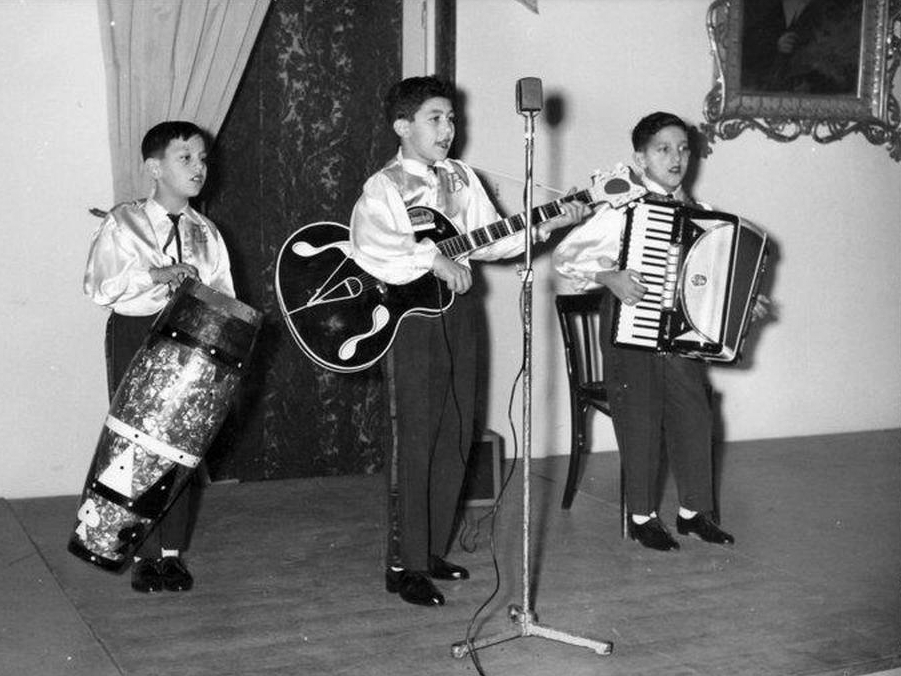
Il Trio Bennato (da sinistra: Giorgio, Edoardo ed Eugenio) nel 1958

Con i fratelli forma nel 1958 il Trio Bennato, in cui Edoardo canta e suona la chitarra, Eugenio suona la fisarmonica e Giorgio le percussioni; i tre iniziano a esibirsi in vari locali cittadini (il circolo Canottieri, il dopolavoro dell'Italsider, il Teatro Mediterraneo e altri), e nel 1959 vengono chiamati come ospiti nel programma televisivo Il nostro piccolo mondo, realizzato da Zietta Liù: è la prima apparizione televisiva per Bennato e i suoi fratelli.
Nello stesso anno, a luglio, grazie all'armatore Aldo Grimaldi, i tre fratelli eseguono una serie di spettacoli in una crociera verso il Sudamerica in particolare in Venezuela, apparendo anche nel programma televisivo Lo show de las doces, trasmesso da Canal 7.
Nel 1965 Bennato si diploma presso il Liceo artistico di Napoli e, dopo aver partecipato al Festival di Castrocaro 1965 senza qualificarsi per la finale, decide di trasferirsi a Milano per frequentare la Facoltà di Architettura del Politecnico, ma anche per mettersi in contatto con il mondo della discografia: con questo obiettivo, su suggerimento della madre, contatta la Dischi Ricordi, di cui è direttore artistico Vincenzo Micocci, che è interessato all'artista. Vincenzo Micocci decide di ritornare a Roma e di fondare la Parade (insieme a Carlo Rossi e Ennio Morricone): Bennato viene messo sotto contratto da questa etichetta, per cui incide il primo 45 giri, Era solo un sogno/Le ombre. Inizialmente Micocci cerca di proporre Era solo un sogno a Bobby Solo ma, fallendo l'operazione, decide di farla incidere allo stesso Bennato. Sul retro viene inserita la canzone Le ombre, dove Edoardo suona l'armonica, diventando così il primo cantante italiano in assoluto a suonare questo strumento; entrambe le canzoni vengono scritte per quel che riguarda il testo insieme ad Alessandro Portelli, professore di letteratura angloamericana all'Università la Sapienza di Roma e musicologo. Il disco, pubblicato nel 1966, non riscuote il successo sperato. Bennato riprende gli studi a Milano e qui ritrova un giovane cantautore che ha già avuto modo di incontrare nei suoi soggiorni romani, Herbert Pagani, presentatogli da Mia Martini; Pagani si interessa alle sue musiche, scrivendogli dei testi da abbinare, ed è così che nascono i successi di Cin cin con gli occhiali (1968), Ahi le Hawai (1969) e Fuoco bianco (1970), cantati dallo stesso Pagani. Il buon esito commerciale di questi dischi fa sì che la Numero Uno, la nuova casa discografica fondata da Mogol e Lucio Battisti, lo metta sotto contratto, grazie soprattutto all'intuito di Alessandro Colombini, facendogli incidere un 45 giri, Marylou/La fine del mondo (Marylou è scritta insieme al fratello Eugenio, con testo di Mogol), con chiare influenze del rock'n'roll anni cinquanta, in particolare di Elvis Presley; la canzone sul retro, La fine del mondo, è scritta da Edoardo su un testo di Herbert Pagani. Nel frattempo Edoardo si laurea in architettura.

### Gli anni settanta e il successo
In questo periodo Bennato scrive molte canzoni per vari interpreti: nel 1970 Perché... perché ti amo (insieme al fratello Eugenio per la musica, su testo di Mogol) per i Formula 3, nel 1971 Lei non è qui... non è là per Bruno Lauzi, che scrive il testo (nel disco di Lauzi Edoardo suona l'armonica a bocca). Nello stesso anno esce un secondo 45 giri, contenente 1941, cover di una canzone dallo stesso titolo di Harry Nilsson, scritta da Mogol e Alessandro Colombini, autore del testo del brano sul retro, Vince sempre l'amore. L'anno dopo è la volta di Good Bye Copenaghen e Marjorie, che sono le prime due canzoni a essere scritte interamente, testo e musica, da Edoardo. L'esito commerciale di questi dischi è però scarso e Bennato, spinto anche da Alessandro Colombini (il quale, a causa di alcuni attriti avuti con Mogol, ha abbandonato la Numero Uno in favore della Ricordi) che si propone come suo produttore, decide di cambiare casa discografica e di passare alla Ricordi, ottenendo da questa, fiducia per la realizzazione di un intero LP. Scrive poi Un uomo senza una stella per Michele e The village per Bobby Solo; nel 1972 Perché perché, presentata da Giovanna a Un disco per l'estate e, nel 1973, Apri gli occhi bambina, ancora per I Nuovi Angeli.

Edoardo Bennato nel 1969

Dopo aver trascorso qualche mese a Londra esibendosi suonando contemporaneamente oltre alla chitarra e all'armonica anche dei tamburelli, il kazoo e altre percussioni, Bennato torna a Milano e nel 1973 pubblica il primo album Non farti cadere le braccia. Questo album di esordio contiene alcune delle sue canzoni più significative, come Un giorno credi, Rinnegato e Campi Flegrei. Il disco è stato prodotto da Alessandro Colombini e arrangiato da Roberto De Simone, musicista e arrangiatore. Bennato ha tratto ispirazione da artisti internazionali, come Elton John, in particolare dagli album Madman Across the Water e Tumbleweed Connection. Il tema principale dell'album è la perseveranza e la determinazione di non arrendersi di fronte alle difficoltà della vita, come si evince dalla traccia che da il titolo all'album. Un giorno credi, tra le sue canzoni più amate, nasce dal sodalizio con Patrizio Trampetti, componente della Nuova Compagnia di Canto Popolare. Nello stesso disco si trova Una settimana... Un giorno..., brano che verrà ripreso più volte dallo stesso autore con diversi arrangiamenti nel corso della sua carriera. Il disco non riscuote un gran successo di vendita: l'edizione originale, apribile con un fiammifero in rilievo, ultimo di un'ipotetica scatola di Minerva, diventa una rarità di valore nel mondo dei collezionisti.
Per Bennato arrivano i primi passaggi radiotelevisivi, a Per voi giovani e ad Alto gradimento, e i primi concerti. Le scarse vendite però (il disco vende appena 350 copie) spingono l'allora direttore artistico della Dischi Ricordi, Lucio Salvini, a invitare il cantautore a smettere di cantare per dedicarsi alla professione di architetto. Bennato però non si arrende e si sposta a Roma, dove crede di avere maggiori probabilità di essere notato, e così avviene: durante un concerto improvvisato davanti ad un famoso bar della capitale, viene segnalato alla redazione di Ciao 2001, dove viene condotto per incontrare l'allora direttore Saverio Rotondi, il quale lo manda direttamente al Festival Pop d'Avanguardia di Civitanova Marche, dove ottiene un riscontro di pubblico e di critica eccezionale, che lo individuano come rappresentante ideale dell'insoddisfazione giovanile in Italia. Da lì in poi comincia a girare tutti i festival rock dell'estate del 1974, ed è proprio in quel periodo che viene nuovamente contattato dal direttore della Ricordi, che si mostra stupito del grande successo ottenuto in così breve tempo.
La Ricordi, spinta dalla ritrovata fiducia nell'artista, pubblica nello stesso anno il secondo lavoro: si tratta di un concept album intitolato I buoni e i cattivi, sulla difficoltà di distinguere il bene dal male, e su come i concetti di buono e cattivo siano spesso intrecciati, come ben rappresenta la copertina, in cui compaiono due carabinieri (lo stesso Bennato e Raffaele Cascone) ammanettati tra loro. Uno buono è dedicata al concittadino Giovanni Leone, presidente della Repubblica in carica. Anche la scuola è presa di mira come istituzione apportatrice di una cultura dominatrice (In fila per tre); non mancano le critiche alle amministrazioni pubbliche (Ma che bella città), alle autorità (Bravi ragazzi) e alle classi dirigenti del dopoguerra (Arrivano i buoni). Viene riproposta Un giorno credi, già pubblicata nell'album d'esordio. Il disco riscuote un buon successo di vendite, entrando anche nelle classifiche.
Sempre nel 1974 esce un 45 giri contenente due nuove canzoni: Meno male che adesso non c'è Nerone e Parli di preghiere, di discreto successo; la prima sarà inserita nell'album successivo, Io che non sono l'imperatore, pubblicato dalla Ricordi agli inizi del 1975, mentre la seconda resterà inedita su LP (ma verrà inserita nella raccolta Le Origini). Anche Io che non sono l'imperatore vende discretamente: tra le canzoni più trasmesse dalle numerose trasmissioni radiofoniche ci sono Signor censore, Feste di piazza (con un testo scritto nuovamente da Patrizio Trampetti) e il "divertissement" di Io per te Margherita, dove Bennato si diverte a cantare ironicamente una triste storia d'amore. La canzone Affacciati affacciati è registrata dal vivo durante un concerto all'Università Bocconi di Milano e prende di mira il Papa. La copertina raffigura sia all'esterno sia all'interno la tesi di laurea di Bennato, cioè un progetto per la realizzazione di una rete capillare della metropolitana di Napoli.
La torre di Babele esce nel 1976 e prosegue sulla strada dell'impegno sociale dei testi, ma con venature musicali più vicine al rock e al blues, sempre in chiave acustica, grazie anche alla presenza del chitarrista Roberto Ciotti e di Dario Iori alla chitarra e banjo tenore. Il disco contiene tutti i temi cari a Bennato, che si schiera contro la guerra, l'arrivismo, l'arroganza e il divismo della sua categoria (in Cantautore).
Nel 1977 esce Burattino senza fili, un disco che, sulla falsariga della storia del burattino di Collodi, analizza, critica e sentenzia su alcuni importanti aspetti sociali e filosofici che interessano la vita: il conflitto tra la sincerità dei piccoli e l'ipocrisia dei "grandi" (in Quando sarai grande); l'arroganza dei potenti e dei privilegiati (in In prigione, in prigione); la strumentalizzazione ipocrita della femminilità (in La fata); lo stato di isolamento in cui si trova chi cerca di dire qualcosa di semplice e sensato, senza secondi fini né interessi personali (in Tu grillo parlante). Questi temi torneranno anche nei dischi successivi e sono già abbozzati in quelli precedenti. Ma qui trovano un'organicità notevolissima, grazie anche alle scelte musicali che spaziano dal rock alla musica da camera in un impasto variegato di stili che riesce a cogliere da ognuno di essi le caratteristiche e le espressioni che più si adattano al messaggio di ciascun brano.
I tre anni di silenzio successivi (escluse le versioni in inglese de La torre di Babele e Cantautore) preludono al momento più fortunato della carriera di Edoardo Bennato, che produce un altro disco ispirato ad un'opera teatrale, quella di Peter Pan, che affianca Burattino senza fili. L'album è Sono solo canzonette, titolo che riassume il pensiero dell'autore.
Ma, con qualche giorno di anticipo, senza aver comunicato la cosa né ai giornalisti né al pubblico, e tantomeno ai media, esce Uffà! Uffà!, disco irriverente anche per i contenuti folli e dissacratori di cui è ricco, nel quale sembra prevalere un'ispirata componente di divertimento e di distacco dal politicamente corretto che dà a Edoardo la possibilità di prendere e prendersi in giro con grande libertà e ironia. Non manca l'impegno sociale, almeno nel brano che dà il titolo al disco: una rabbiosa quanto magistrale incursione addirittura nel punk-rock, con testo a sfondo ecologico in cui 'Edo' tenta di spiegare quanto siano ridicole le ragioni delle guerre per il petrolio. È un album pensato sempre in chiave ironica e autoironica, senza mai eccedere nell'insulto, nello sberleffo, e tantomeno nella volgarità (eccetto lo sputo di protesta annunciato, proprio al termine dell'ultima canzone Uffà! Uffà).

Pochi giorni dopo l'uscita di Uffà! Uffà, prendendo in contropiede il pubblico, critica, giornali e televisioni che in quel periodo lo tallonavano e che avevano ascoltato il disco non capendo come mai la canzone presentata precedentemente in televisione non vi comparisse, viene finalmente distribuito Sono solo canzonette. La favola di Peter Pan è il pretesto per sottolineare ancora una volta che il modo di pensare e di agire delle cosiddette persone serie, rispettate, consapevoli, equilibrate, colte, istruite, spesso sconfina nell'arroganza e nella presunzione e non riesce a soddisfare l'istinto di libertà e fantasia che è dentro ogni persona.

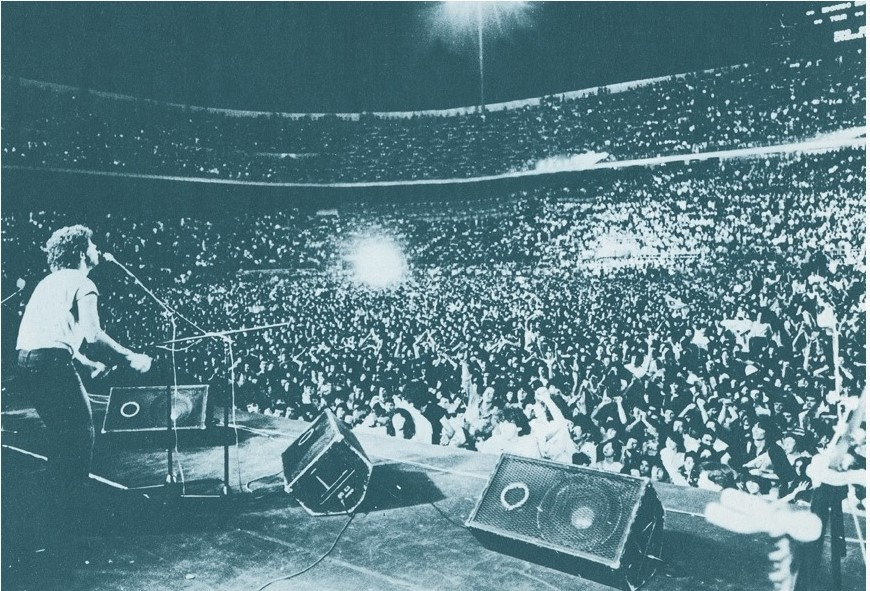
Stadio Giuseppe Meazza, quartiere San Siro di Milano: tutto esaurito per il concerto di Edoardo Bennato del 19 luglio 1980

Il brano L'isola che non c'è è quello maggiormente ispirato. Si sviluppa da una frase ricopiata testualmente dalla fiaba e accompagnata da un arpeggio di chitarra acustica che poco per volta viene affiancata da una chitarra a 12 corde, dal contrabbasso e da un leggero tappeto di tastiere, fino alla climax creata da un assolo di armonica a bocca: un piccolo manuale di rock popolare che sottolinea un testo di altissimo valore poetico ed evocativo. Altri brani si muovono tra il rock e la musica lirica, tra echi rinascimentali e swing, tra sintetizzatori e ciaramelle, fino a quello che forse può essere considerato il manifesto spirituale dell'autore: "sono solo canzonette, non mettetemi alle strette"; in mezzo a tanti che coltivano la propria immagine di filosofi e di santoni, Edoardo Bennato confessa di non avere risposte da suggerire agli adepti. Il successo è notevole, i concerti dell'artista napoletano richiamano decine di migliaia di persone e Bennato riesce, il 19 luglio 1980, primo tra gli italiani, a riempire lo stadio Giuseppe Meazza, del quartiere San Siro di Milano, con più di sessantamila persone, oltre ad avere il pienone negli stadi di tutta Italia, partendo con le sessantamila persone accorse allo stadio San Paolo di Napoli e con le cinquantamila dello stadio Comunale di Torino, totalizzando in totale mezzo milione di persone in tredici date.
Durante il tour viene registrato un programma televisivo in due puntate, ...e invece no...e invece sì - Pensieri, parole, musica e dubbi di Edoardo Bennato, curato da Gianni Minà, con alcune canzoni tratte da vari concerti (in particolare da quello di Milano) e interviste al cantautore e ai suoi collaboratori, trasmesso il 13 e il 21 maggio 1981 su Rai Due; nel 2007 il programma è stato pubblicato su DVD con il titolo Invece no - Invece sì.

### Gli anni ottanta
Edoardo Bennato è diventato uno dei cantautori più acclamati in Italia, le parole delle sue canzoni vengono lette nelle scuole e lui sembra quasi trovarsi nella posizione di profeta-santone che aveva tanto esorcizzato nelle sue stesse canzoni. Il momento è perfetto per riprendere un brano di Ry Cooder, cambiandone le parole, per pubblicarlo in un 45 giri, dal titolo E invece no, nel quale ancora una volta Edoardo prende in giro se stesso come cantautore di successo. Un altro singolo viene poi pubblicato con un orecchiabile motivo caraibico (Nisida), andando ad affiancarsi all'altro reggae che stava sul retro di E invece no, Canta appress'a nuie. I tre brani vengono subito apprezzati dal pubblico ed entrano stabilmente a far parte del repertorio dal vivo.

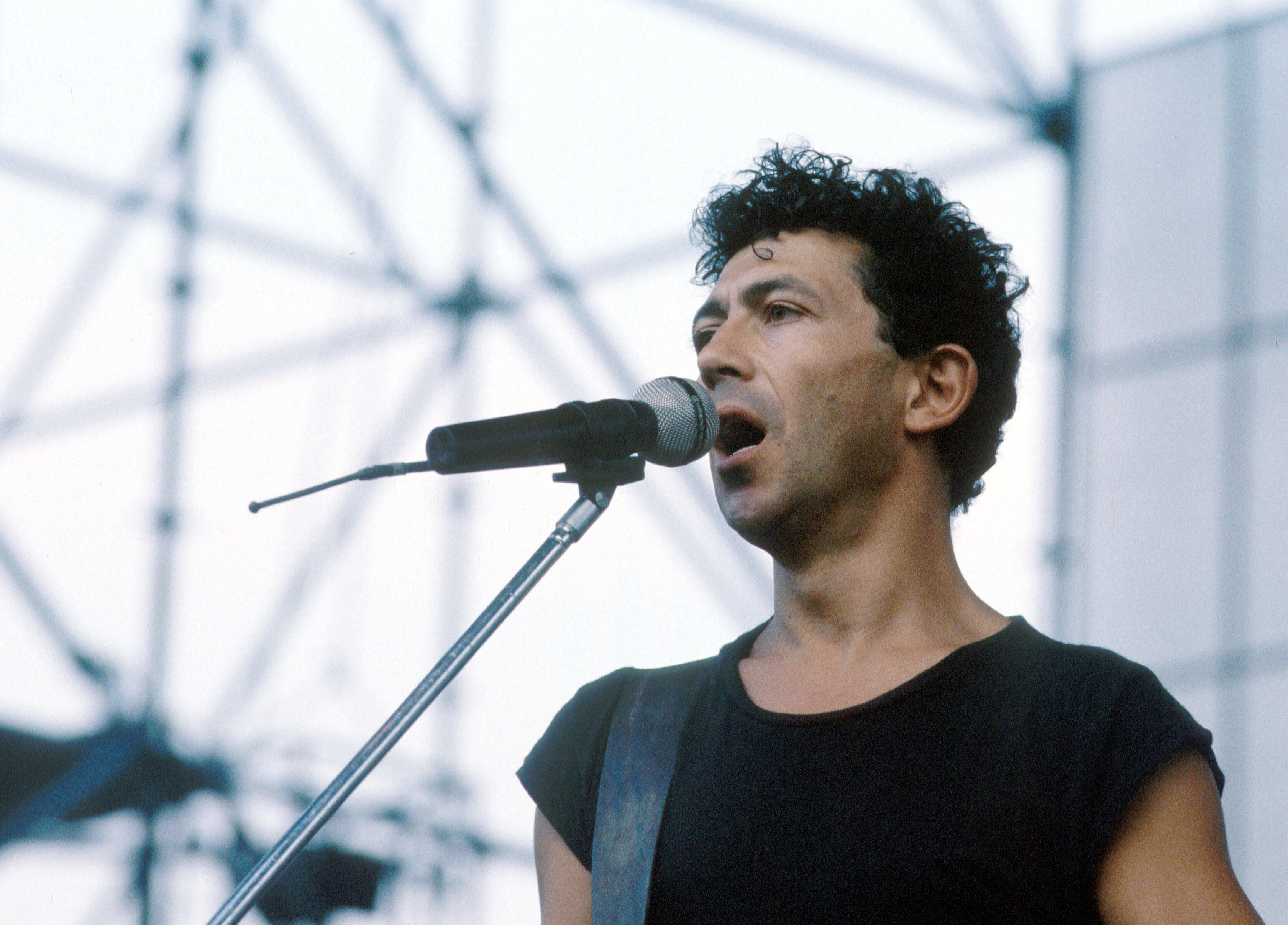
Bennato nel 1982 a Venezia

All'apice del successo Edoardo Bennato torna in sala di registrazione con l'idea di registrare un grande musical sulla trama della fiaba del pifferaio magico rivisitata in chiave moderna. Il risultato è il disco È arrivato un bastimento, che riscuote meno successo dei precedenti, per cui la realizzazione del musical viene accantonata. Il disco è realizzato con l'apporto di una produzione di alto livello e di musicisti e tecnici di fama internazionale, con l'ormai consueta miscela di stili musicali, dalla lirica al rock duro, dal popolare allo ska, dal mandolino all'elettronica.
Ed è proprio su questo, l'elettronica, che sembra concentrarsi l'attenzione dell'autore quando di fronte allo Specchio delle mie brame (estemporanea sortita nella favola di Biancaneve) viene a sapere che c'è qualcuno più bravo, più apprezzato di lui; qualcuno che ha più successo, che piace di più alla gente, che fa ballare tutti con un ritmo perfetto. È il computer, che nella musica degli anni ottanta ha preso il sopravvento sull'abilità tecnica dei musicisti e che spopola nelle discoteche dove solo pochi anni prima la gente si entusiasmava al suono delle chitarre (vere) di Capitan Uncino.

Nel 1984 viene pubblicato il primo disco dal vivo, il cui titolo È goal, è preso dall'inedito che ha fatto anche da sigla per quella stagione al rotocalco televisivo La domenica sportiva. Riprendono l'energia e le sonorità degli spettacoli dal vivo brani storici, come La Torre di Babele, Cantautore (che già era nata dal vivo), Un giorno credi, oltre a portare su un album due brani dei recenti singoli, sia Nisida, sia Canta appress'a nuje, anch'essa incisa "sul palco". Nello stesso anno, allo "Stadthalle" di Vienna, ha sostituito per due ore Joe Cocker, che non poteva esibirsi in quanto si era ubriacato prima dello spettacolo.

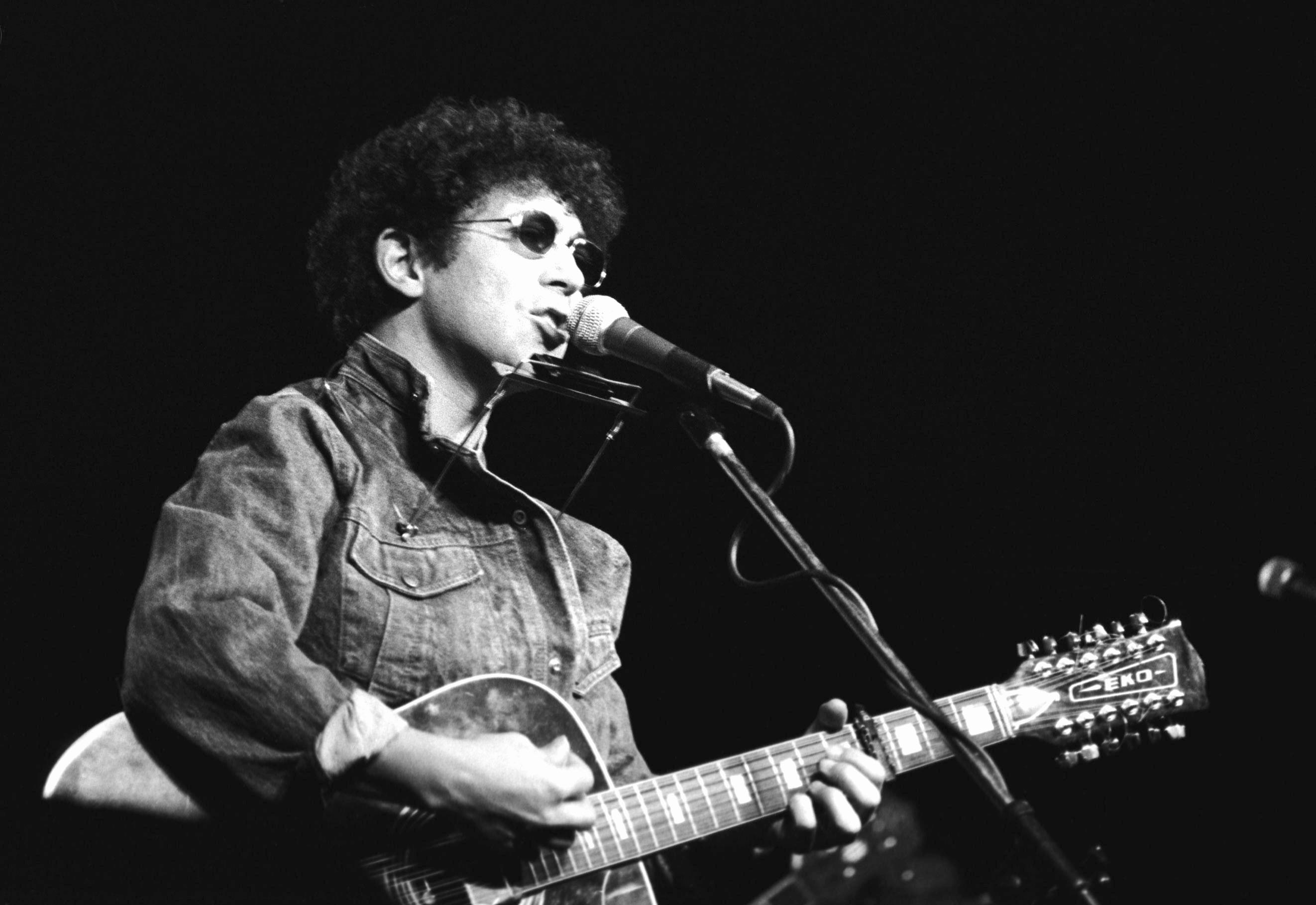
Bennato nel 1985

Nel 1985 esce il parzialmente deludente Kaiwanna, il disco di rottura con la propria tradizione musicale, ricco di suggestioni elettroniche, completamente privo dei suoni acustici che avevano caratterizzato gran parte delle produzioni precedenti e logica conseguenza delle considerazioni che lo Specchio delle mie brame aveva suggerito: il computer domina incontrastato, accanto a chitarre rigorosamente elettriche e a un uso molto esteso delle tastiere elettroniche. Le vendite, in diminuzione rispetto al disco precedente, causano la rottura del contratto con la Dischi Ricordi e Bennato passa alla Virgin Dischi.
OK Italia esce nel 1987 e prosegue nella proposizione di un suono assolutamente slegato dalla genuinità elettro-acustica del passato; il lavoro gode di un buon successo commerciale, trainato dal brano che dà il nome all'album e dal relativo video, dove compaiono quali protagonista Miss Italia 1984 Susanna Huckstep e come comparsa una giovane Simona Tagli. Fa seguito nello stesso autunno un doppio disco dal vivo intitolato semplicemente Edoardo, cui segue un mini LP pubblicato nell'estate seguente, Il gioco continua, realizzato con l'amico Tony Esposito. Contiene due cover, due brani già editi e la versione studio di Chissà chissà, registrata prima solo nel doppio dal vivo.
Un buon successo commerciale è ottenuto anche nel 1989 da Abbi dubbi, che, grazie al brano Viva la mamma, può essere considerato uno dei più grandi successi discografici di Edoardo Bennato.
Negli anni successivi non mancano tuttavia produzioni di rilievo. È il caso di Edo rinnegato, che esce nel 1990 e che consiste nella registrazione di brani composti a partire dal 1973, in chiave rigorosamente acustica. Ritornano a collaborare Roberto Ciotti, ormai affermatosi come chitarrista blues (e autore, tra l'altro, delle colonne sonore dei film Turné e Marrakech Express di Gabriele Salvatores); Lucio Bardi, che da qualche anno si era spostato nella banda di Francesco De Gregori; Luciano Ninzatti, oltre alla collaborazione artistica di Massimo Tassi per gli arrangiamenti. Nel disco i brani più datati non risentono molto dell'operazione di rifacimento, data la già forte componente acustica delle versioni originali. Sono i brani più recenti che trovano invece nuova linfa dalla scelta di proporne la semplice struttura armonica e melodica, tralasciandone gli appesantimenti elettronici delle versioni originali.
Nel 1990 ha inciso in coppia con Gianna Nannini il brano Un'estate italiana, inno ufficiale in lingua italiana dei mondiali di calcio Italia 1990, la cui versione in lingua inglese, To be number one è composta da Giorgio Moroder, di cui hanno scritto il testo e curato l'arrangiamento. Tra gennaio e settembre, con qualche intervallo, Notti magiche risulterà il singolo più venduto in Italia e, storicamente, l'ultimo 45 giri a ottenere un massiccio riscontro commerciale prima della sua sparizione dal mercato discografico.

### Gli anni novanta
Interessante è anche l'episodio del 1992 intitolato È asciuto pazzo 'o padrone, uscito sotto lo pseudonimo di Joe Sarnataro. L'album propone una serie di brani blues-elettrici in pieno stile Chicago, con testi cantati in lingua napoletana, in un tono di ironica denuncia dei difetti (e dei pregi) della città di Napoli e della napoletanità. In questo, Edoardo è aiutato da un gruppo di musicisti, i Blue Stuff, che, dal vivo, nella successiva tournée rivisitano anche la precedente produzione discografica di Bennato. In una veste decisamente diversa rispetto al passato, Edoardo Bennato sfodera la sua grande abilità vocale per riproporre gli stilemi classici del blues in modo estremamente efficace. Bennato usò lo pseudonimo anche come attore nel film Joe e suo nonno e per altri due anni in tour in Europa.
Nel successivo album Il paese dei balocchi, la canzone Attento Joe, riferita all'alter ego Sarnataro, denuncia il potere della Rai e dei suoi dirigenti che, per consentire un passaggio nelle trasmissioni della rete nazionali, impongono la scelta di alcune località in cui tenere i concerti. In particolare Bennato in questo testo fa riferimento al giornalista Gianni Raviele e alla sua Rassegna di Spettacolo e Cultura San Martino Arte, nel suo paese natale, San Martino Valle Caudina. Per questa vicenda Bennato non venne invitato alla trasmissione Prisma.
Bennato stesso, "mascherato" da Joe Sarnataro, si era esibito in questa località amena, al pari dei più significativi artisti italiani sulla cresta dell'onda.
Anticipandone l'uscita con l'esecuzione de La frittata è fatta al concerto del Primo Maggio 1994 a piazza San Giovanni, nello stesso anno pubblica Se son rose fioriranno. Il titolo del disco è tratto da un verso del ritornello del brano "In nome del popolo italiano", che eseguirà puntualmente durante le puntate del Festivalbar. L'intero album prende spunto dal delicato contesto politico italiano, con le nuove spinte secessioniste e le divisioni tra nord e sud. La frittata è fatta è proprio un'ironica presa d'atto dell'eventuale separazione dell'Italia in più stati federali e di come la notizia possa essere interpretata e giudicata dai tanti che all'inizio del secolo emigrarono oltre-oceano e hanno ancora nel cuore l'Italia unita di Giuseppe Garibaldi. Di rilievo, nell'album, spesso eseguita dal vivo negli anni successivi e anche nel duemila, Meglio Topolino, che riprende la vena favolistica degli anni d'oro.
Nel gennaio del 1995 Edoardo Bennato è vittima di un gravissimo incidente stradale in Emilia, nel quale perde la vita la sua compagna. Qualche tempo dopo il cantautore perde anche la madre. Nei giorni successivi Edoardo scrive i brani de Le ragazze fanno grandi sogni, album radicalmente diverso da tutta la sua produzione ventennale e dedicato all'universo femminile. Nel brano Per attraversare il mondo alcuni rumori in sottofondo di automobili nel traffico sembrerebbero evocare gli attimi che hanno preceduto l'incidente stradale. Il disco non supera i dati di vendita che si attendevano, seppur vi siano brani tra i migliori della produzione recente dell'artista: Le ragazze fanno grandi sogni, Cerco il mio amore, Perché (originariamente in chiave jazz, nel 2010 risuonata insieme a Morgan con arrangiamento rock'n'roll), Afferrare una stella.
Nel tour successivo Edoardo divide il concerto in tre set. Nella prima parte suona con chitarra acustica e armonica insieme al Solis String Quartet, riarrangiando brani vecchi (Dotti medici e sapienti, Un giorno credi, L'isola che non c'è, Mangiafuoco) e nuovi (Chi non salta, Tutti, Le ragazze fanno grandi sogni) con il quartetto d'archi. Nella seconda parte è one man show con il medley che eseguirà d'ora in poi per sempre nei live (Abbi Dubbi, Sono solo canzonette, Il gatto e la volpe) e suonando da solo Perché. La terza parte, con basso e batteria e Guido Migliaro e Francesco Frullone alle chitarre elettriche, chiude il concerto in chiave rock con ripescaggi, come Vendo Bagnoli, Nisida, Il rock di capitan Uncino, nonché brani nuovi, come Che ci sei. Nel finale la band rock e il Solis String Quartet eseguono insieme La Chitarra come bis, anticipando il percorso di coesistenza sul palco di orchestra rock e quartetto d'archi che Edoardo Bennato riuscirà a completare artisticamente solo nel 2010 durante il tour Le vie del rock sono infinite.
Al termine di questo periodo, esce Quartetto d'archi, cartolina del tour 1996 e greatest hits di Edoardo in chiave classicheggiante contenente persino due duetti con Katia Ricciarelli.
Per l'album successivo Edoardo sposta ancora la sua attenzione musicale verso altri lidi, questa volta verso l'Irlanda e il nuovo rock folk oltremanica. Nel 1998 esce Sbandato, un album decisamente più vivace del precedente, seppur ancora riecheggiano in molte canzoni i drammi che riaffiorano e in particolare brani, come Sbandato, Credo solo a te, Povero Amore, confermano la sconfinata fiducia che l'artista dichiara nei confronti del genere femminile, visto come la sfera del buon senso dell'umanità, da contrapporre alla sfera maschile, che è quella del potere e della prevaricazione sociale. Il tema dell'album è la verità, che Edoardo affronta in Galileo e ne I gemelli della verità, canzone dove riesplode l'ironia e lo sberleffo che hanno reso celebre e popolare l'artista. Tuttavia, complice anche un drastico riassetto della casa discografica nella cui scuderia milita attualmente Edoardo, l'album non ottiene ne passaggi radiofonici, ne promozione sufficiente ad alzare le vendite di un disco che rimane un flop discografico.

### Gli anni duemila

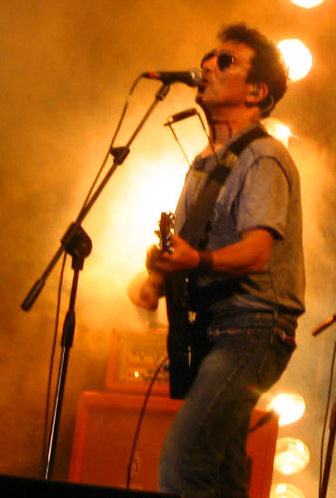
Edoardo Bennato in concerto nel 2007

Il cambio di casa discografica e la colonna sonora per uno spot della Tim aprono nuove porte all'artista che si affaccia nel 2000 togliendosi finalmente qualche soddisfazione professionale. Escono due importanti raccolte che, da un lato, fanno conoscere a una nuova generazione di pubblico i grandi successi (è il caso di Sembra Ieri, contenente tre inediti insieme alle versioni originali di Viva la Mamma, Ok Italia e riarrangiamenti di Meno male che adesso non c'è Nerone, Il rock di capitan Uncino, Il Gatto e la Volpe, ecc.), dall'altro a far scoprire al pubblico brani anche tra i più recenti finora completamente ignorati (è il caso di Afferrare una stella, doppio CD, con Fantasia, Sbandato, Colpa dell'America, Guarda là). Bennato in questi anni non cesserà mai la sua attività concertistica che, seppur lontana dai grandi concerti negli stadi, lo fa viaggiare in lungo e largo per la penisola riempiendo le piazze e attestandosi in media sui 35-40 concerti ogni estate.
Nel 2001 Bennato collabora con il DJ Gigi D'Agostino per il remix del suo brano Un giorno credi. Nel 2002 scrive, con Gino Magurno e Ornella Della Libera, Lo stelliere, canzone vincitrice del 45º Zecchino d'Oro. Nel 2003 torna al pubblico con il disco L'uomo occidentale, prodotto in gran parte sull'onda degli avvenimenti sociali e politici che sconvolgono il quadro internazionale. Aspra, come sempre, e soprattutto agli inizi della carriera, è la critica all'arroganza del mondo occidentale e alla violenza di chi cerca di porvi rimedio. È il caso di A cosa serve la guerra, eseguita e composta con l'apporto del fratello Eugenio, e di Non è amore, frutto dell'evoluzione di un'idea che aveva visto la prima luce nel 2001, sulla colonna sonora del film Il principe e il pirata di Leonardo Pieraccioni. Edoardo è sorretto tra l'altro da un gruppo estremamente energico ed efficace, gli Hillside di Napoli, guidati dai fratelli Gennaro Scarpato, alla batteria, e Giuseppe Scarpato, alle chitarre. La conclusione del disco è affidata a una riproposizione in chiave "gucciniana" del carme di Alessandro Manzoni intitolato Marzo 1821. Edoardo si diverte a cantare alla maniera di Francesco Guccini il testo manzoniano.
Nel 2005 viene pubblicato l'album La fantastica storia. È un rifacimento di È arrivato un bastimento condito da qualche inedito e altre cover, e coinvolge cantanti italiani aventi grande successo commerciale (Jovanotti, Raf, Negrita, Piero Pelù, Irene Grandi, Max Pezzali). Rimane aperto il canale che collega Edoardo ad Alex Britti, in coppia col quale Edoardo pubblica, nel 2006, un singolo dal titolo Notte di mezza estate, e dopo una tournée con Britti, Edoardo torna a ingaggiare gli Hillside per proseguire l'attività dal vivo e proporre una sessione in studio, prodotta dall'etichetta napoletana Cheyenne Records (fondata dallo stesso Bennato insieme ai suoi fratelli Eugenio e Giorgio), ancora una volta con la collaborazione artistica di Massimo Tassi.
Nel 2006 ha debuttato nei teatri italiani Peter Pan, il musical, le cui canzoni sono proprio tratte da Sono solo canzonette, per l'occasione, Edoardo ha riscritto le canzoni in stile musical, mentre solo poche canzoni sono inedite.
Alla fine del 2007 Bennato torna in studio di registrazione e incide una serie di canzoni che fino all'inizio del 2008 non riescono a trovare uno sbocco discografico adeguato. Nell'attesa, egli propone alcuni brani al suo pubblico attraverso il proprio sito Internet e una pagina appositamente creata su MySpace. Nel giugno del 2008 decide di pubblicare un ulteriore disco dal vivo, però anche in questo caso parzialmente suonato in studio di registrazione, dal titolo Canzoni Tour 2008, che contiene tre brani inediti e le versioni dal vivo dei brani eseguiti nei concerti. Il disco viene pubblicato ancora con l'etichetta Cheyenne Records.
Nel 2009 ha suonato l'armonica a bocca nell'ultimo disco di Claudio Baglioni Q.P.G.A., nella canzone Stazione Termini. A ottobre 2009 sigla un contratto che lo legherà alla Universal Music Italia per la produzione di un nuovo disco che uscirà nei primi mesi del 2010.

### Gli anni 2010
Il 22 gennaio 2010 esce il singolo È lei, con etichetta Universal Music Italia, che prelude all'uscita dell'attesissimo album di inediti con la produzione di Fabrizio Barbacci, già produttore di Ligabue e Negrita. Il 18 febbraio viene invitato come ospite alla terza serata del Festival di Sanremo 2010, dove si esibisce cantando alcuni suoi pezzi storici. Il 5 marzo 2010 esce, dopo sette anni dall'ultimo, l'album di inediti Le vie del rock sono infinite.
Il 4 aprile 2010 dopo il buon successo in radio del primo singolo È lei, esce il secondo singolo dall'ultimo album, intitolato In Amore. Nel 2010 suona al concerto del Primo Maggio; al termine della sua esibizione, durante la canzone In prigione, in prigione, si fa portare via a forza da due attori travestiti da carabinieri, dopo aver recitato alcuni versi tratti da Il giuramento di Pontida di Giovanni Berchet. Il 4 giugno 2010 ha ricevuto il premio Mogol per il testo della canzone È lei, a pari merito con Simone Cristicchi.
Il 9 novembre 2010 pubblica l'album dal vivo MTV Classic Storytellers (CD+DVD), registrazione del concerto del 10 settembre tenuto presso le Officine Meccaniche di Milano, con la produzione di Giuseppe Scarpato e Raffaele Lopez, e con la partecipazione di ospiti come i Finley, Roy Paci, Giuliano Palma & The Bluebeaters e Morgan. Nel corso della trasmissione Centocinquanta del 16 marzo 2011, per i 150 anni dell'Unità d'Italia, Edoardo ha presentato il nuovo singolo Italiani. Il 23 dicembre pubblicò su YouTube un inedito dal titolo La Sapienza, scritto nel 2008.
Il 1º febbraio 2011 trasmette in diretta streaming un concerto organizzato presso il The Place di Roma. Nell'ultima parte del live intervengono anche Luca Barbarossa, Neri Marcorè, alcuni componenti dei Finley e Nino Frassica. La registrazione del concerto sfocia nella realizzazione di un CD più DVD, dal titolo Canzoni Tour 2011.
La canzone Italiani è stata riproposta, con grande successo, durante il concerto del Primo Maggio del 2011 di piazza San Giovanni a Roma. L'esibizione dell'artista iniziata con L'Isola che non c'è, il suo più grande classico, è proseguita appunto con il suo inedito sul 150º dell'Unità d'Italia. Bennato ha poi chiuso il suo set con Rinnegato. Nel 2009, dove Edoardo presentò Il Paese dei Balocchi, Affacciati affacciati, Signor Censore e Rinnegato, la diretta televisiva fu interrotta perché era oltrepassata la mezzanotte. Nel 2010, addirittura, si parlò di censura per lo stacco per la pubblicità quando, dopo È Lei, in un intermezzo di In prigione in prigione, Bennato inscenò un suo arresto da parte di due figuranti vestiti da Carabinieri (operazione scenica già proposta nei primi anni novanta, al tempo di Mani pulite).
Nel 2011 prende parte anche allo Spiaggia 101 tour. Esce a luglio il singolo La mia città, dedicato alla sua Napoli, un progetto indipendente nato dall'incontro del cantautore partenopeo con Lorenzo Suraci, presidente di RTL 102.5. Nello stesso anno scrive il testo di Necessaria e sufficiente (su musica del fratello Giorgio) per Luca Napolitano pezzo inserito nell'album Fino a tre. Nel pezzo c'è un assolo di Bennato all'armonica.
Nel 2012 scrive Ma quale musica leggera per Loredana Bertè che uscirà successivamente il 1º giugno 2012. Sempre nello stesso pezzo Edoardo Bennato contribuisce suonando l'armonica. Nello stesso anno reinterpreta uno dei suoi successi Meno male che adesso non c'è Nerone, insieme al rocker Pino Scotto. Il 6 ottobre 2012 torna a esibirsi nel suo quartiere natale, all'Arenile Reload, con il concerto "Bagnoli la svendiamo al miglior offerente... o ce la teniamo per noi?".

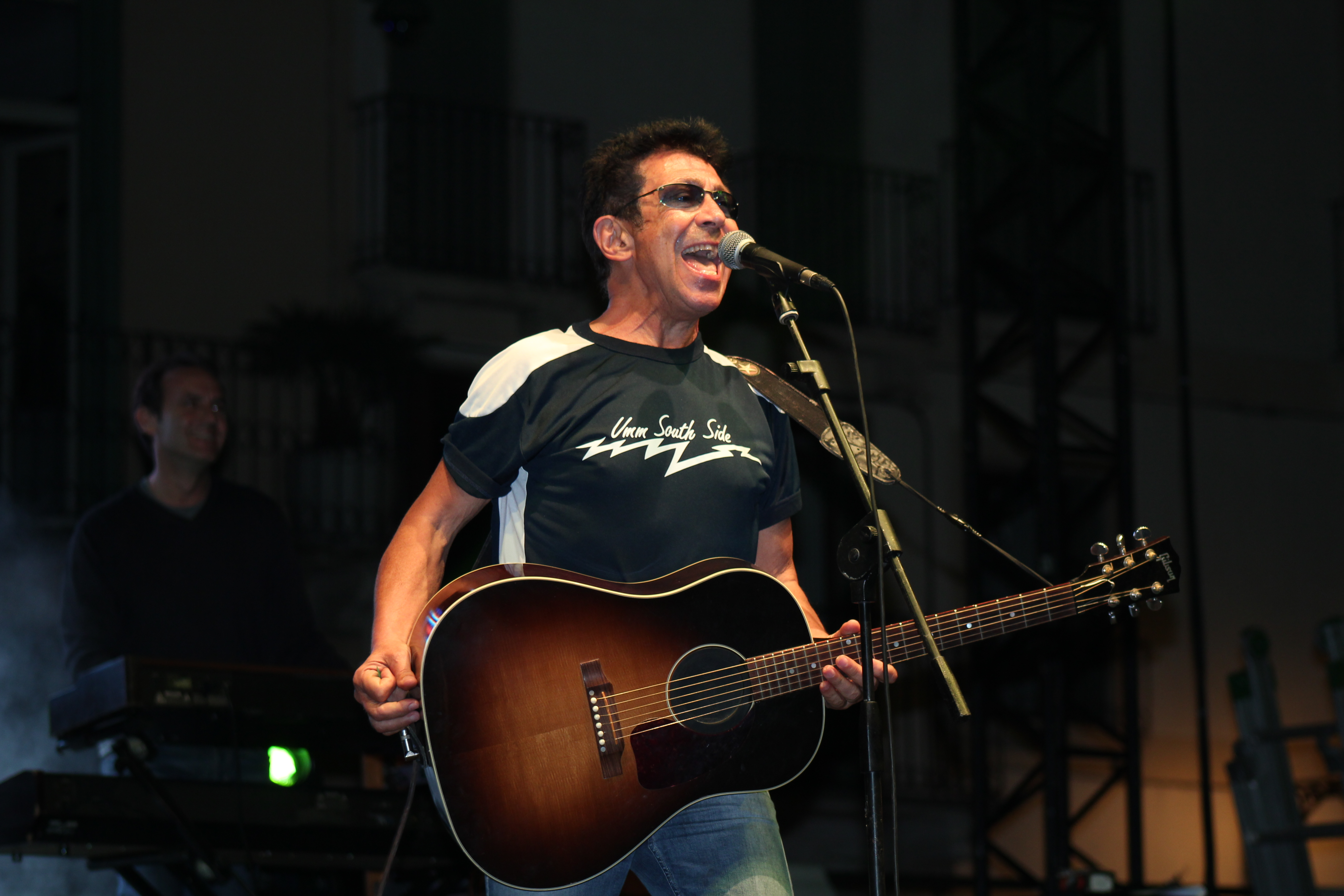
Edoardo Bennato in concerto nel 2013

Nel 2013 per l'allestimento del nuovo musical Pinocchio il paese dei balocchi, Bennato pubblica il singolo Al diavolo il grillo parlante, che suscita polemiche in rete e sui social Social network per l'esplicito riferimento a Beppe Grillo, capo del Movimento 5 Stelle. L'ironia di Bennato, da sempre controcorrente, si scaglia verso il comico-politico, personaggio del momento, un grillo parlante a cui Pinocchio, come sempre, non vuole dare retta. Partecipa inoltre all'album Max 20 di Max Pezzali per cantare con lui La dura legge del gol.
In occasione dei Mondiali di calcio Brasile 2014 prepara la nuova sigla ufficiale di Mediaset dal titolo Chi sogna segna, per la trasmissione sportiva Tiki Taka.
Il 2015 si apre con la notizia della scomparsa di Pino Daniele. Edoardo Bennato, intervistato da più televisioni nazionali per ricordare l'amico scomparso, ha ricordato lo scambio di SMS di qualche giorno prima con Pino per scambiarsi gli auguri di Natale, e ha improvvisato, dedicandola all'amico, una strofa di Pronti a salpare, un nuovo brano inedito che dovrebbe dare il titolo al nuovo album. Intanto, uno dei sogni dell'artista prende forma grazie alla decisione del comune di Napoli di destinare l'area ex NATO di Bagnoli a uno spazio culturale per i giovani musicisti: l'accademia Bennato.
Il 1º e l'8 aprile 2015 è special coach nel programma The Voice of Italy, per la squadra di Piero Pelù.
In un'intervista a La Repubblica del 26 luglio 2015, Bennato ha annunciato l'uscita del nuovo disco Pronti a salpare a ottobre 2015, edito da Universal Music Italia, preceduto da un singolo che verrà pubblicato a settembre 2015. Il singolo che è stato pubblicato il 25 settembre si chiama Io vorrei che per te.
Il 23 ottobre 2015 esce Pronti a salpare, nuovo album dalla decisa impronta rock-blues, prodotto da Orazio Grillo (Brando), edito da Universal Music Italia. Il disco, dedicato a Fabrizio De André (brano Pronti a salpare) a Enzo Tortora e Mia Martini (La calunnia è un venticello), contiene 14 brani di cui 11 di nuova produzione, due rieditati (Povero Amore, Zero in condotta) e uno uscito nel 2011 solo come singolo (La mia città). Il nuovo lavoro è stato accolto favorevolmente dalla critica, un ritorno alla grande dopo cinque anni dall'ultimo disco di inediti, anni in cui Bennato ha cercato con non poche difficoltà una casa discografica disposta alla pubblicazione del nuovo lavoro, di cui ha iniziato a parlare nel 2012. L'ultima canzone del disco (Non è bello ciò che è bello) è un brano rossiniano scritto in origine per Luciano Pavarotti ma mai cantato dal maestro; la title track Pronti a salpare si aggiudica nel 2016 il premio Amnesty International Italia come miglior brano dedicato ai diritti umani scritto nel 2015, riconoscimento che viene consegnato al cantautore il 17 luglio 2016 a Rosolina Mare, del comune di Rosolina in provincia di Rovigo, dal portavoce di Amnesty International Italia, Riccardo Noury.
Nel luglio del 2016 ha vinto il premio Lunezia Rock d'Autore per il valore musical-letterario del suo album Pronti a salpare. Questo premio riconosce l'importanza delle qualità musicali e letterarie delle canzoni italiane.
Il 17 novembre 2016 Edoardo pubblica sul proprio profilo Facebook e su YouTube un nuovo brano dal titolo Signore e signori che probabilmente darà il nome al nuovo album.
Il video, girato in piano sequenza 48 ore prima delle elezioni presidenziali americane, vede un Edoardo Bennato sul pulpito con quell’inconfondibile sarcasmo che lo contraddistingue da sempre. Musica e testo sono dello stesso Edoardo.
Il 6 gennaio 2017 esce Domani, un brano cantato per la prima volta dai tre fratelli Bennato: Edoardo, Eugenio e Giorgio. Il brano è scritto dall'amico Gino Magurno ed è pubblicato dall'etichetta indipendente Walkman Records.
Il 24 novembre 2017 esce con TV Sorrisi e Canzoni e Panorama Burattino senza fili 2017, un'edizione speciale dei celebri brani del 1977 arricchita dall'inedito Mastro Geppetto, un DVD con filmati storici e un libretto di 32 pagine in cui Edoardo si racconta. I brani originali del 1977 sono stati tutti ricantati con l'aggiunta, oltre a Mastro Geppetto, di Lucignolo e di Che comico il Grillo parlante. Il 28 novembre 2017 si conclude, al Teatro Augusteo di Napoli, una trionfale tournée nei teatri con la band e il Quartetto Flegreo, partita il 28 ottobre 2017 da Barcellona Pozzo di Gotto, toccando complessivamente 10 teatri con sold out in tutte le date.
Il 30 marzo 2018 viene pubblicato Burattino senza fili Legacy Edition, arricchito da un disco bonus con 14 versioni inedite live e studio dei brani contenuti nell’album originale. Il prodotto è disponibile nella versione bookset 40 pagine + 2CD e nella versione LP+CD e libretto formato LP.
Il 9 agosto 2019 pubblica il singolo Ho fatto un selfie.

### Gli anni 2020
Il 19 aprile 2020 il cantautore torna con il singolo La realtà non può essere questa; il brano è stato scritto insieme al fratello Eugenio Bennato durante la pandemia di COVID-19; si tratta della prima pubblicazione degli anni 2020.
Anticipato dall'omonimo singolo, il 20 novembre 2020 esce l'album Non c'è.

## Vita privata
È nato nella periferia industriale di Napoli, nel quartiere Bagnoli una volta sede dell'Italsider, in viale Campi Flegrei 55. Il numero civico ricorre nel nome delle edizioni musicali (chiamate appunto Cinquantacinque) di molti suoi lavori e inoltre nel video della canzone Viva la mamma, si vede il cantante con una maglietta tipo football americano con scritto Campi Flegrei 55.
Oltre a Eugenio ha avuto un altro fratello di nome Giorgio, anch'egli musicista, che ha scelto come nome d'arte Zito, il cognome da nubile della madre Adele. Edoardo ha una figlia, Gaia, avuta il 30 agosto 2004 dalla compagna Silvana Esposito.
Il 15 gennaio 1995 è stato coinvolto in un incidente autostradale costato la vita alla sua fidanzata, Paola Ferri, studentessa di psicologia ventitreenne di Scandiano, in provincia di Reggio Emilia, che viaggiava con lui.
Laureato in architettura al Politecnico di Milano, è iscritto all'Ordine degli Architetti, Paesaggisti, Pianificatori e Conservatori di Napoli dal 10 aprile 2000 (tuttavia il professionista è attualmente sospeso a seguito della misura disciplinare comminata dal 23/06/2021); la sua tesi di laurea in architettura ha per titolo: «Ristrutturazione della zona dei Campi Flegrei con particolare riferimento alle reti di trasporto urbano collettivo».

## Procedimenti giudiziari
Nel settembre del 1981 è stato arrestato con l'accusa di diffamazione aggravata nei confronti dell'allora questore di Taranto Musumeci, definito dallo stesso Bennato «un imbecille». La frase incriminata era stata pronunciata sul palco durante un concerto per il quale il questore non aveva dato agli spettatori il permesso di occupare il prato antistante il palco. Dopo una notte in cella viene giudicato per direttissima e condannato a una multa di 250.000 lire e al pagamento delle spese processuali.
Il 15 gennaio 1995 nei pressi di Casalgrande, una vettura Audi con a bordo Paola Ferri e guidata da Edoardo Bennato, si scontrò con un fuoristrada Nissan Patrol: a seguito di questo incidente, Paola perse la vita dopo cinque giorni. Per questo motivo, nel 1997 Bennato viene condannato a otto mesi di reclusione per omicidio colposo risarcendo la famiglia di Paola Ferri di 150 milioni di lire.

## Discografia

### Album in studio
- 1973 – Non farti cadere le braccia (Dischi Ricordi)
- 1974 – I buoni e i cattivi  (Dischi Ricordi)
- 1975 – Io che non sono l'imperatore (Dischi Ricordi)
- 1976 – La torre di Babele (Dischi Ricordi)
- 1977 – Burattino senza fili (rivisitato nel 2017) (Dischi Ricordi)
- 1980 – Uffà! Uffà! (Dischi Ricordi)
- 1980 – Sono solo canzonette (Dischi Ricordi)
- 1983 – È arrivato un bastimento  (Dischi Ricordi)
- 1985 – Kaiwanna (Dischi Ricordi)
- 1987 – OK Italia  (Virgin Dischi)
- 1988 – Il gioco continua (Virgin Dischi)
- 1989 – Abbi dubbi  (Virgin Dischi)
- 1992 – È asciuto pazzo 'o padrone (come Joe Sarnataro e i Blue Stuff) (Cheyenne)
- 1992 – Il paese dei balocchi  (Virgin Dischi)
- 1994 – Se son rose fioriranno (Virgin Dischi)
- 1995 – Le ragazze fanno grandi sogni  (EMI)
- 1998 – Sbandato (Warner Music Italia)
- 2003 – L'uomo occidentale   (Warner Music Italia)
- 2010 – Le vie del rock sono infinite  (Universal)
- 2015 – Pronti a salpare (Universal)
- 2017 – Burattino senza fili 2017 (FRI Records)
- 2020 – Non c'è  (Sony Music)

### Album dal vivo
- 1984 – Edoardo Bennato Live! È Goal!
- 1987 – Edoardo live
- 2001 – I concerti live @ RTSI
- 2006 – ...Io c'ero...
- 2007 – Canzoni Tour 2007
- 2008 – Canzoni Tour 2008
- 2010 – MTV Classic Storytellers
- 2011 – Canzoni Tour 2011
- 2012 – Edoardo Live Tour 2012
- 2018 – Live Anthology

### Raccolte riarrangiate
- 1990 – Edo rinnegato
- 1996 – Quartetto d'archi
- 2001 – Afferrare una stella
- 2005 – La fantastica storia

### Raccolte
- 1992 – Capitan Uncino
- 1996 – All the Best
- 1996 – Le origini
- 1998 – Gli anni settanta
- 2000 – Sembra ieri
- 2002 – L'isola che non c'è
- 2006 – Salviamo il salvabile
- 2009 – Tutto Edo Cantautore
- 2016 – Sono solo canzonette - the best of

### Colonne sonore
- 2001 – Il principe e il pirata (Wea 092742769 2)
- 2003 – Totò Sapore e la magica storia della pizza (con Eugenio Bennato) (RCA 82876587662)

## Videografia
- 1984 – Edoardo Bennato (VHS) (Ricordi EBV55)
- 1987 – Edoardo live (VHS e DVD) (Virgin VVD461, Cheyenne Records CRD013)[66]
- 1991 – Abbi dubbi LIVE! (VHS e DVD) (Virgin, BMG 790344; Cheyenne Records CRD014)
- 1991 – Edo rinnegato (VHS e DVD) (BMG 791 007; Cheyenne Records CRD012)
- 1992 – Joe e suo nonno (VHS e DVD) (RCS Vivivideo DRVS 011053; Cheyenne Records CRD011)
- 1993 – Persone pulite (VHS e DVD) (Virgin, EMI Italiana 7243 4 92073 3 2; Cheyenne Records CRD010)[67]
- 2001 – I concerti live @ RTSI (DVD) (Sony Music 2013309)[68]
- 2007 – Invece no - Invece sì (DVD) (Cheyenne Records CRD0150)[69]

## Libri
- Dirotterotti, Edizioni musicali Modulo Uno, 1979.
- Girogirotondo. Codex latitudinis, Baldini+Castoldi, 2020.

## Riconoscimenti
- Nastro d'argento
  - 2002 - Miglior colonna sonora per Il principe e il pirata
- Italian Music Awards
  - 2013 - Candidatura al miglior cantante dell'anno
  - 2016 - Premio Lunezia per la qualità musical-letteraria dell'Album Pronti a salpare